# 英語検定
英語検定（えいごけんてい）は、英語力の検定試験である。
特に公益財団法人日本英語検定協会の実施する日本の実用英語技能検定（英検）のことを指す場合がある。

## 主な国際的検定
TOEIC（トーイック、国際コミュニケーション英語能力テスト）
アメリカの教育試験サービス(Educational Testing Service; ETS)が主催している英語検定。ビジネスにおける日常会話を想定した英語能力を判定する際に用いる。世界150ヵ国で年間約700万人、日本では年間266万人（2018年度）が受験している。
TOEFL（トーフル）
アメリカの教育試験サービス(ETS)が主催している英語検定。英語圏の高等教育機関が非英語圏の出身者を対象に入学希望者の英語能力を判定する際に用いる。130ヵ国9,000校以上の大学や機関が入学選考基準にTOEFLのテストスコアを採用している。
IELTS（アイエルツ）
イギリスのケンブリッジ大学英語検定機構などが中心に開発した英語検定。イギリス・カナダ・オーストラリア・ニュージーランド・アメリカの学校への入学を希望する非英語圏出身者を対象とした試験と一般的な生活・仕事・移住関係に関わる試験がある。世界9,000以上の機関に採用され年間220万人（2013年）が受験している。日本では年間3.7万人（2016年）が受験している。
ケンブリッジ英語検定（Cambridge English Qualifications）
イギリスのケンブリッジ大学英語検定機構が開発した英語検定。世界で年間250万人が受験している。
Linguaskill
イギリスのケンブリッジ大学英語検定機構が開発した英語検定。日本ではビジネス向け英語検定 Linguaskill Business（旧称BULATS）を日本英語検定協会が実施している。
G-TELP
主に日本の大学生向けの実用的な英語運用能力を測定・評価する検定試験。グローバルキャストが運営。
Duolingo english test
Duolingo主催。

## 日本国内向けの検定
実用英語技能検定（英検）
通称は「英検」。日本英語検定協会が主催しており、「英検Jr.」「実用英語技能検定」「英検IBA」を「英検」と総称している。この英検の受験者数は年間386万人（2018年度）。現在でも日本で最も受験者数の多い英語検定である。1級取得者は全国通訳案内士試験での英語科目が免除されるほか、2級取得者が高校受験の際優遇されることがある。日本国外留学の際の英語力証明のために使用できる場合もある。
GTEC（ジーテック）
ベネッセコーポレーション傘下の英語学校、ベルリッツが行う英語検定。小学生～中学1年生向け「GTEC Junior」、中高生向け「GTEC」、「大学生・社会人向け GTEC」がある。中高生向け「GTEC」の年間受験者数は126万人（2018年度）。
TEAP（ティープ）
上智大学と実用英語技能検定を主催している日本英語検定協会が共同で開発した大学入試向けの英語検定。日本の多くの大学が様々な入試方式の中で採用している。日本の大学で学習・研究する際に必要とされる英語力（読む、聴く、話す、書く）を判定する。年間受験者数は24,434人（2017年度）。
日商ビジネス英語検定
商工会議所が実施する検定試験。2002年まで「商業英語検定」と称していた。ビジネス文書作成能力とコミュニケーション力を試す。2004年度～2009年度の6年間の受験者数が4,280人。
技術英語能力検定（旧工業英語能力検定）
通称は「技術英検」。2020年まで「工業英検」と称していたとおり、工業英語に特化している。年間受験者数は6,045人（2018年度）。
全国通訳案内士試験
通訳案内業に関わるものであり、英語検定としては唯一の国家試験である。英語での年間受験者数は5,754人（2018年度）。
観光英語検定
通称は「観光英検」。旅行・観光英語に特化している。
国際連合公用語英語検定試験
通称は「国連英検」。日本国際連合協会が主催し、国際連合の理解、世界平和に貢献できる人材の育成を目的としている。
GCAS（Global Communication Assessment for business）
日本英語検定協会が主催するビジネス向けの対面型スピーキングテスト。
ビジネス通訳検定（TOBIS）
通訳技能向上センター主催。
JTA公認翻訳専門職資格試験
日本翻訳協会主催。
JTFほんやく検定
日本翻訳連盟主催。
翻訳実務検定TQE
サン・フレア主催。
一般通訳検定（TOUI）
通訳品質評議会主催。
医療通訳技能検定試験
日本医療通訳協会主催。
知的財産翻訳検定
日本知的財産翻訳協会主催。
通訳技能検定試験
日本通訳協会が2008年まで行っていた試験。現在は存在しない。
全国商業高等学校協会の英語検定
全国の商業高校で実施する検定試験。全国商業高等学校協会主催。文部科学省後援。
英語ロジック検定
英語でロジック技能をテスト。日本論理検定協会主催。
テクニカルライティング英語検定試験（TEP Test）
日本テクニカルコミュニケーション協会主催。
CNN GLENTS
朝日出版社が主催。米CNNのニュース等を題材にした検定試験。

## 参照
1. ↑  “英語検定（えいごけんてい）の意味”.   goo国語辞書. 2019年12月1日閲覧。
2. ↑  「GTEC」が選ばれている理由 | GTEC | スコア型英語４技能検定 | ベネッセコーポレーション
3. ↑  4技能型アカデミック英語能力判定試験2018年度の実施概要について (PDF)
4. ↑  関根幸雄「日商ビジネス英語検定試験の現状と課題:貿易立国の立場から」『修道商学』第54巻第1号、広島修道大学学術交流センター、2013年9月、105-120頁、CRID 1050282813519629952。
5. ↑  協会案内 - 公益社団法人日本技術英語協会
6. ↑  平成30年度 受験者数及び合格者数